# Launch Vehicle Mark III
Launch Vehicle Mark III (abbreviato LVM3), precedentemente chiamato anche Geosynchronous Satellite Launch Vehicle Mark III (GSLV Mk III), è un lanciatore medio prodotto dall'agenzia spaziale indiana ISRO.
Pensato come successore del lanciatore GSLV, è stato progettato principalmente per lanciare satelliti in orbita geostazionaria, ma è stato anche utilizzato per le sonde lunari Chandrayaan-2 e Chandrayaan-3, nonché numerosi satelliti OneWeb in orbita terrestre bassa.
In futuro dovrebbe essere utilizzato anche per il programma spaziale umano dell'India trasportando in orbita la navicella Gaganyaan, il primo veicolo spaziale orbitale indiano con equipaggio.

## Cronologia dei lanci
A giugno 2025 il vettore ha effettuato 7 lanci, tutti conclusi con successo. Tutti i lanci sono stati effettuati dal centro spaziale Satish Dhawan.
| № | Data             | Carico utile                                | Orbita               | Esito    |
| - | ---------------- | ------------------------------------------- | -------------------- | -------- |
| 1 | 18 dicembre 2014 | Crew Module Atmospheric Re-entry Experiment | Suborbitale          | Successo |
| 2 | 5 giugno 2017    | GSAT-19                                     | GTO                  | Successo |
| 3 | 14 novembre 2018 | GSAT-29                                     | GTO                  | Successo |
| 4 | 22 luglio 2019   | Chandrayaan-2                               | Orbita di parcheggio | Successo |
| 5 | 22 ottobre 2022  | 36 satelliti OneWeb                         | LEO                  | Successo |
| 6 | 26 marzo 2023    | 36 satelliti OneWeb                         | LEO                  | Successo |
| 7 | 14 luglio 2023   | Chandrayaan-3                               | Orbita di parcheggio | Successo |